# Atherigona disneyi
Atherigona disneyi är en tvåvingeart som beskrevs av Deeming 1979. Atherigona disneyi ingår i släktet Atherigona och familjen husflugor. Inga underarter finns listade i Catalogue of Life.